# Trung đoàn xung kích "Thái tử Friedrich III" (Đông Phổ số 1) số 1
Trung đoàn Lính ném lựu đạn "Thái tử Friedrich III" (Đông Phổ số 1) số 1 (Grenadier-Regiment „Kronprinz" (1. Ostpreußisches) Nr. 1) một trung đoàn bộ binh tồn tại dưới nhiều tên gọi khác nhau trong quân đội Brandenburg-Phổ từ thế kỷ 17. Năm 1808, sau khi trung đoàn này gần như bị xóa sổ hoàn toàn trong Chiến tranh Liên minh thứ Tư, Quân đội Phổ được Gerhard von Scharnhorst biên chế lại như một phần của Phong trào cải cách Phổ, ông đã sáp nhập Trung đoàn bộ binh số 2 vào quân đội mới. Ban đầu nó được gọi là Trung đoàn bộ binh số 1 (Đông Phổ số 1) (1. Infanterie-Regiment (1. Ostpreußisches)) và cuối cùng Trung đoàn xung kích Kronprinz (Đông Phổ số 1) số 1 (Grenadier-Regiment Kronprinz (1. Ostpreußisches) Nr. 1).

## Lịch sử
Trung đoàn được thành lập bởi Bogislaw von Schwerin ở Pommern và Neumark theo lệnh của Tuyển hầu tước Friedrich Wilhelm vào ngày 20 tháng 12 năm 1655 và được sử dụng lần đầu tiên trong Trận Warsaw. Bộ chỉ huy của trung đoàn vào năm 1657 ở Đông Phổ (Rastenburg và Gerdauen). Đơn vị đã chiến đấu cho Tuyển hầu xứ Brandenburg trong cuộc Chiến tranh Pháp – Hà Lan và  Chiến tranh Scania. Là một phần của Quân đội Đế quốc La Mã Thần thánh, trung đoàn đã chiến đấu ở Zenta vào năm 1697 và tham gia với tư cách là quân Phổ. Hiệp hội quân đội đã tham gia Chiến tranh kế vị Tây Ban Nha và Ba Lan, Chiến tranh Silesia lần thứ nhất và thứ hai và Chiến tranh bảy năm.
Sau khi tham gia Chiến tranh Liên minh thứ nhất và thứ tư, Chiến tranh Pháp–Nga (1812) và Chiến dịch nước Đức, trung đoàn được chuyển đến Danzig vào năm 1849 và đến Königsberg vào năm 1855 đến Quân khu Thái tử. Năm 1866, trung đoàn tham gia Chiến tranh Áo – Phổ và năm 1870 đến 1871 tham gia Chiến tranh Pháp–Phổ. Vào ngày 21 tháng 6 năm 1888, Wilhelm II để tưởng nhớ người cha quá cố của mình, Vua Friedrich III, người từng là trung đoàn trưởng từ thời còn là Thái tử, đã đặt tên cho trung đoàn là Trung đoàn xung kích "Vua Friedrich III" (Đông Phổ số 1) số 1 (Grenadier-Regiment „König Friedrich III." (1. Ostpreußisches) Nr. 1). Vào ngày 6 tháng 5 năm 1900, Wilhelm II trao lại cho trung đoàn biệt danh cũ là "Thái tử", nó có từ ngày 22 tháng 4 năm 1864.
Vào ngày 6 tháng 5 năm 1904, Thái tử Wilhelm được đưa vào trung đoàn sau khi ông tròn 18 tuổi.
Về các trận đánh trong Chiến tranh thế giới thứ nhất, xem Sư đoàn 1. Sau khi chiến tranh kết thúc, trung đoàn giải trừ quân bị ở Königsberg vào ngày 4 tháng 12 năm 1918 và cuối cùng giải thể vào ngày 1 tháng 6 năm 1919.

## Biên chế

### Vị trí của trung đoàn trong biên chế quân đội năm 1914
- Tập đoàn quân số 8
  - Quân đoàn I
    - Lữ đoàn bộ binh số 2
      - Trung đoàn xung kích "Thái tử Friedrich III" (Đông Phổ số 1) số 1

### Trung đoàn trưởng
- 1655–1668: Bogislaw von Schwerin
- 1668–1696: Friedrich von Dönhoff
- 1696–1717: Otto Magnus von Dönhoff
- 1717–1743: Erhard Ernst von Röder
- 1743–1750: Samuel von Schlichting
- 1750–1768: Hans Wilhelm von Kanitz
- 1768–1783: Joachim Friedrich von Stutterheim
- 1783–1786: Heinrich Wilhelm von Anhalt
- 1786–1793: Viktor Amadeus Henckel von Donnersmarck
- 1793–1805: Wilhelm Magnus von Brünneck
- 1805–1807: Ernst von Rüchel
- 1809–1811: Thiếu tướng Ludwig August von Stutterheim
- 1813–1837: Tướng bộ binh Herzog Karl von Mecklenburg-Strelitz
- 1840–1841: Tướng bộ binh Gustav von Rauch
- 1842–1848: Thống chế Hermann von Boyen
- 1850–1856: Đại tướng Paskiewitsch-Eriwanski Thân vương von Warschau
- 1860–1888: Thái tử và sau này là Hoàng đế Friedrich III.

## Hình ảnh

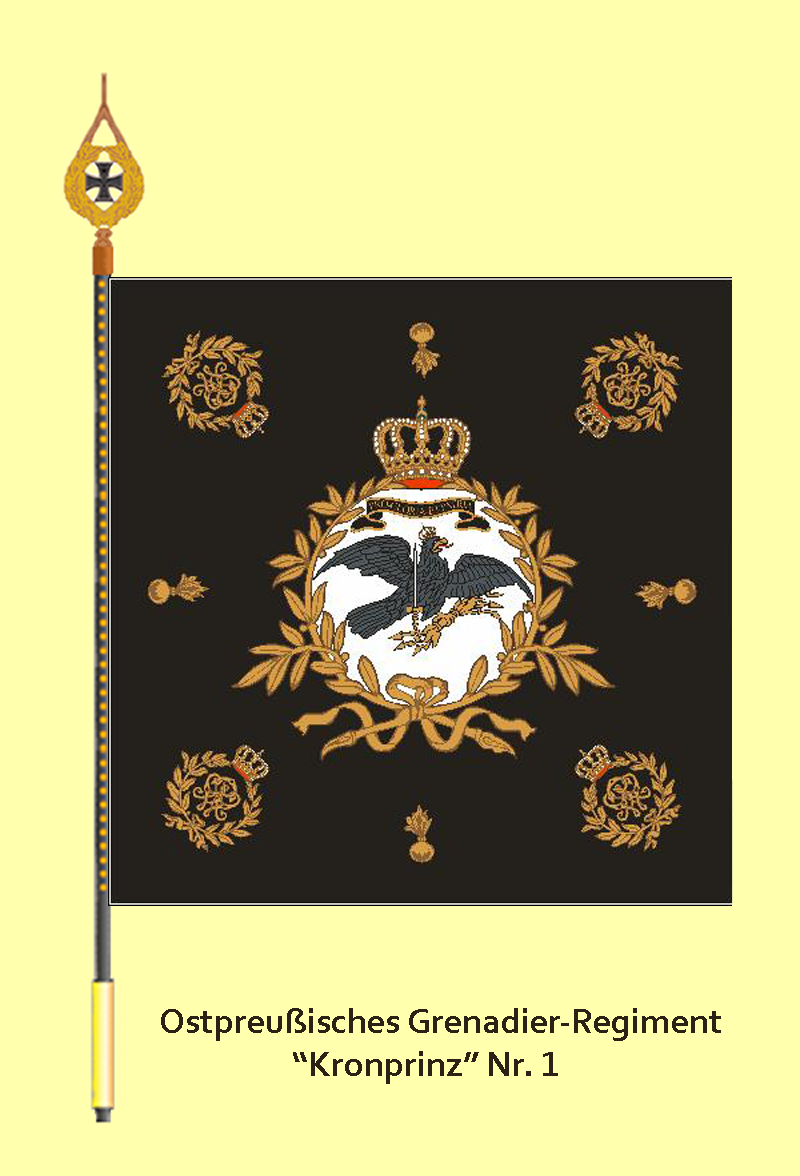
Một trong những lá cờ của trung đoàn
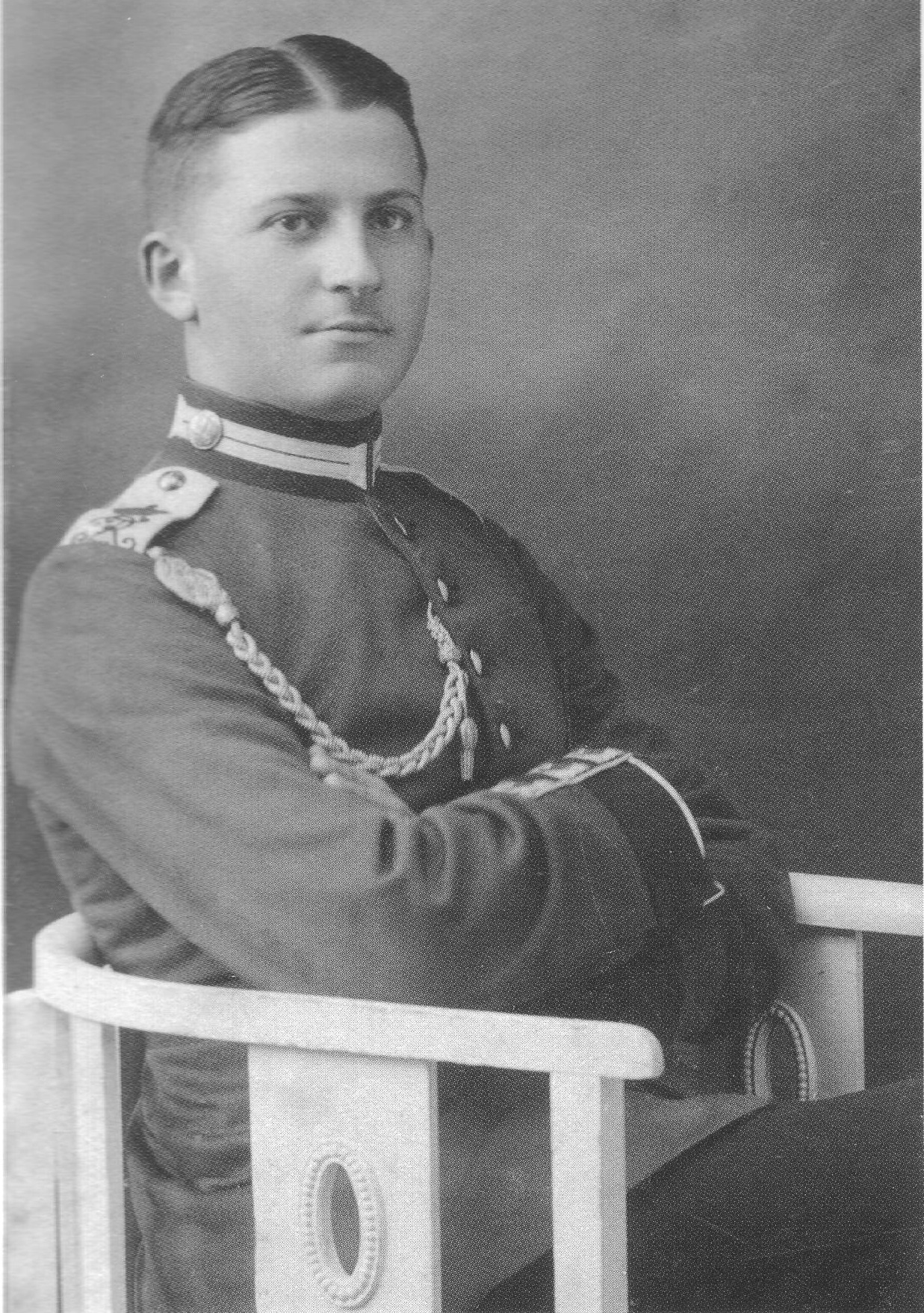
Binh nhì mặc quân phục
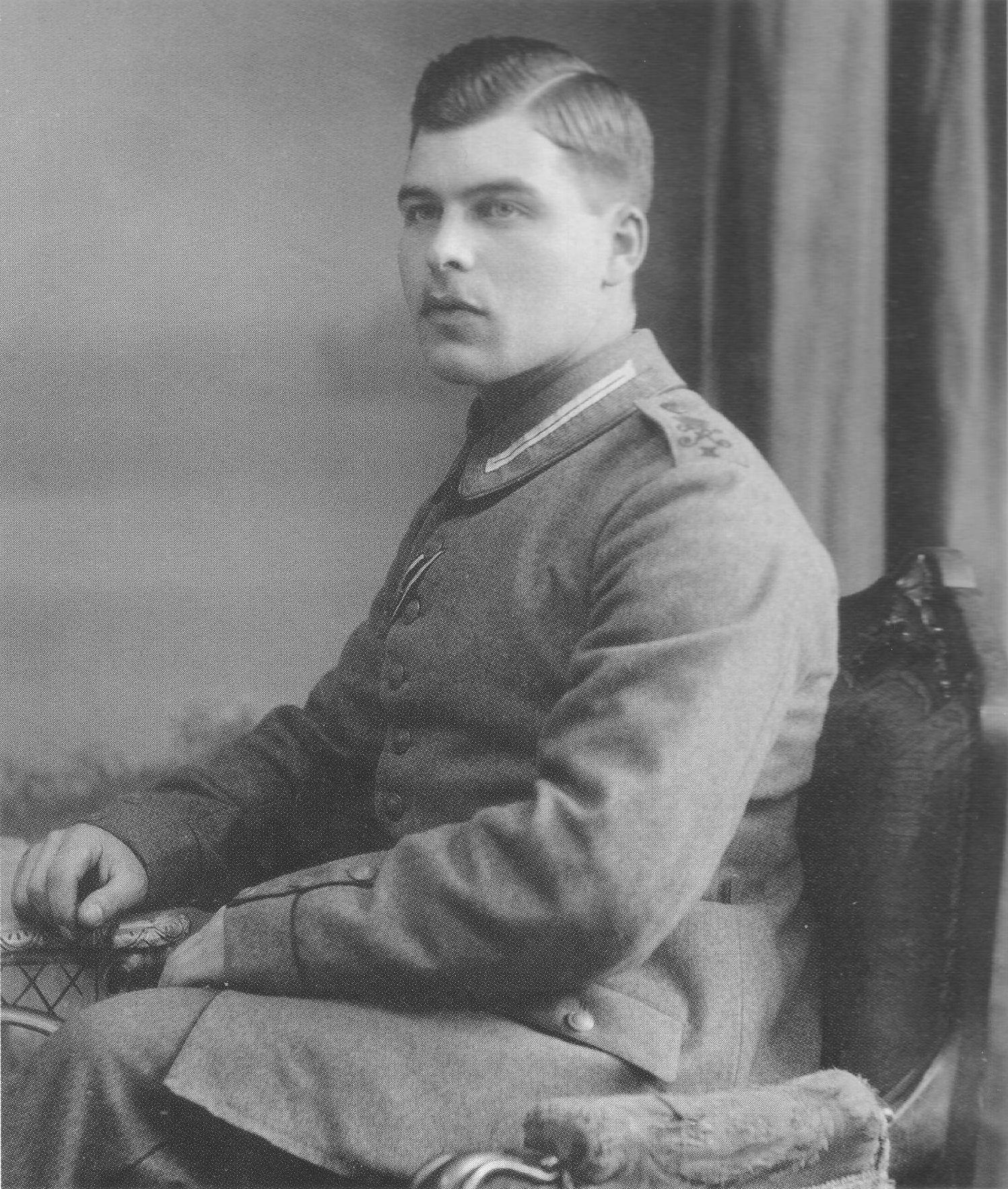
Quân phục hiện trường với Huân chương Thập tự Sắt
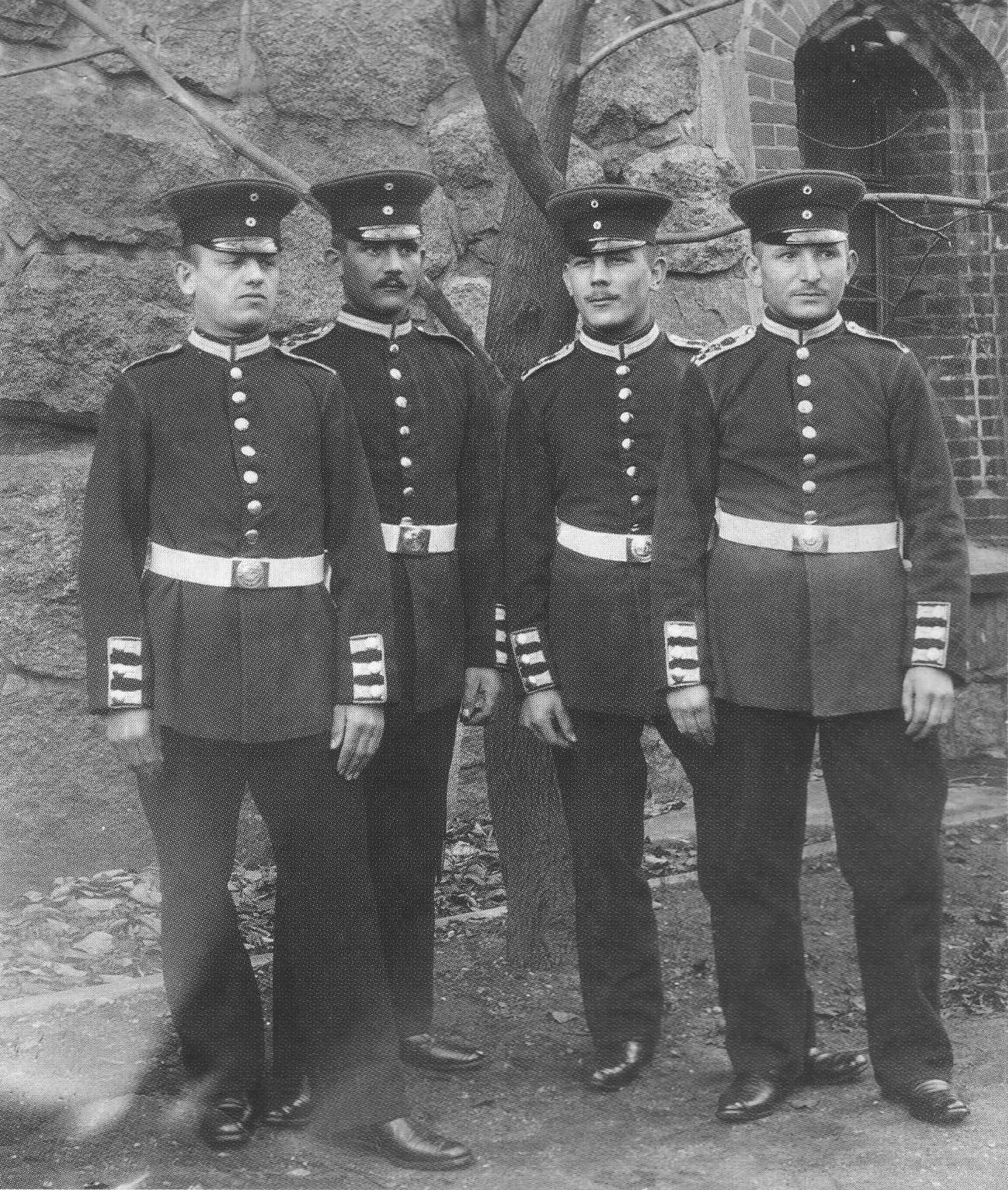
Lính ném lựu đạn mặc quân phục thắt lưng trắng
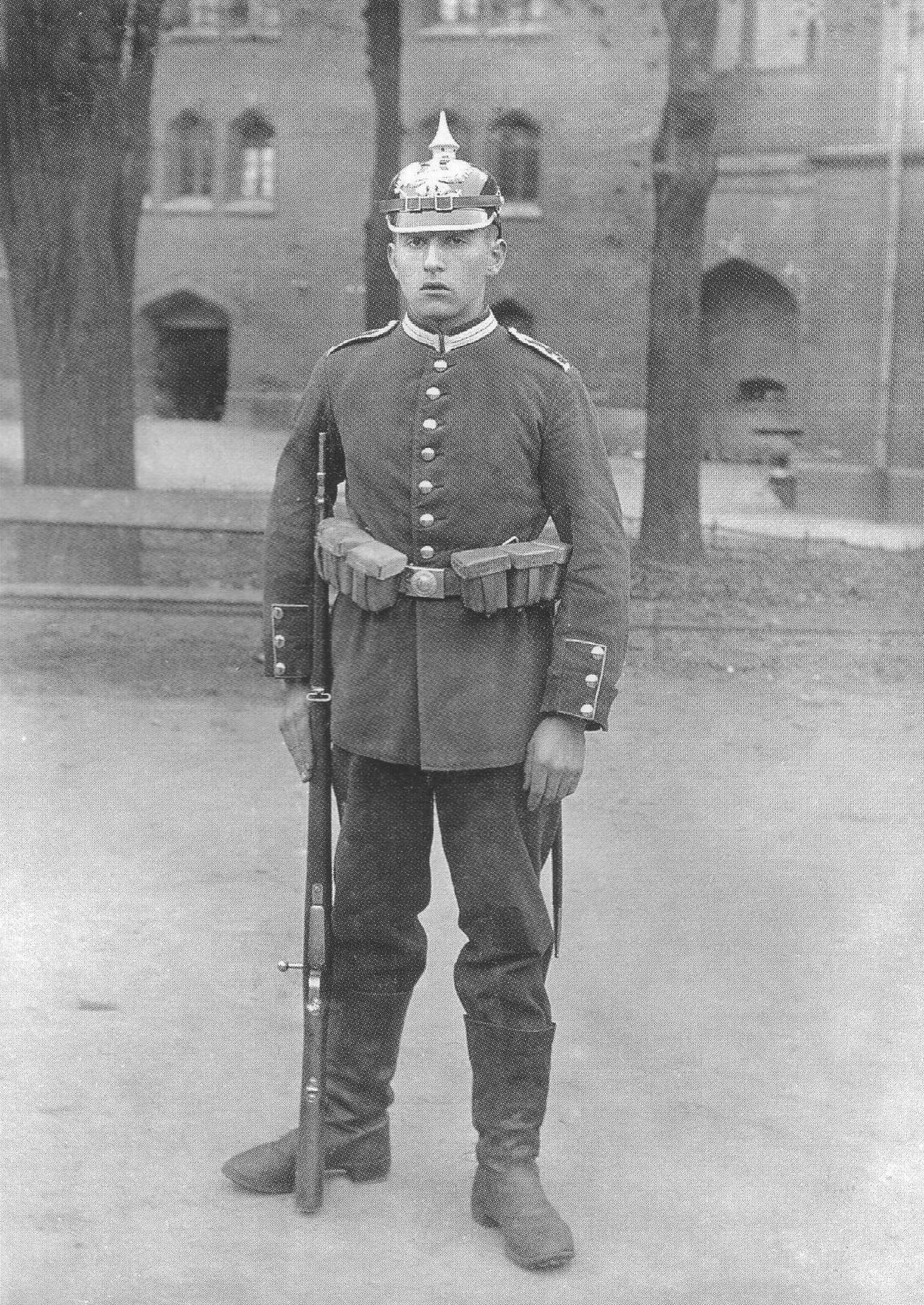
Lính trong bộ quân phục màu xanh với súng trường, nón Pickelhaube và túi đạn, 1913
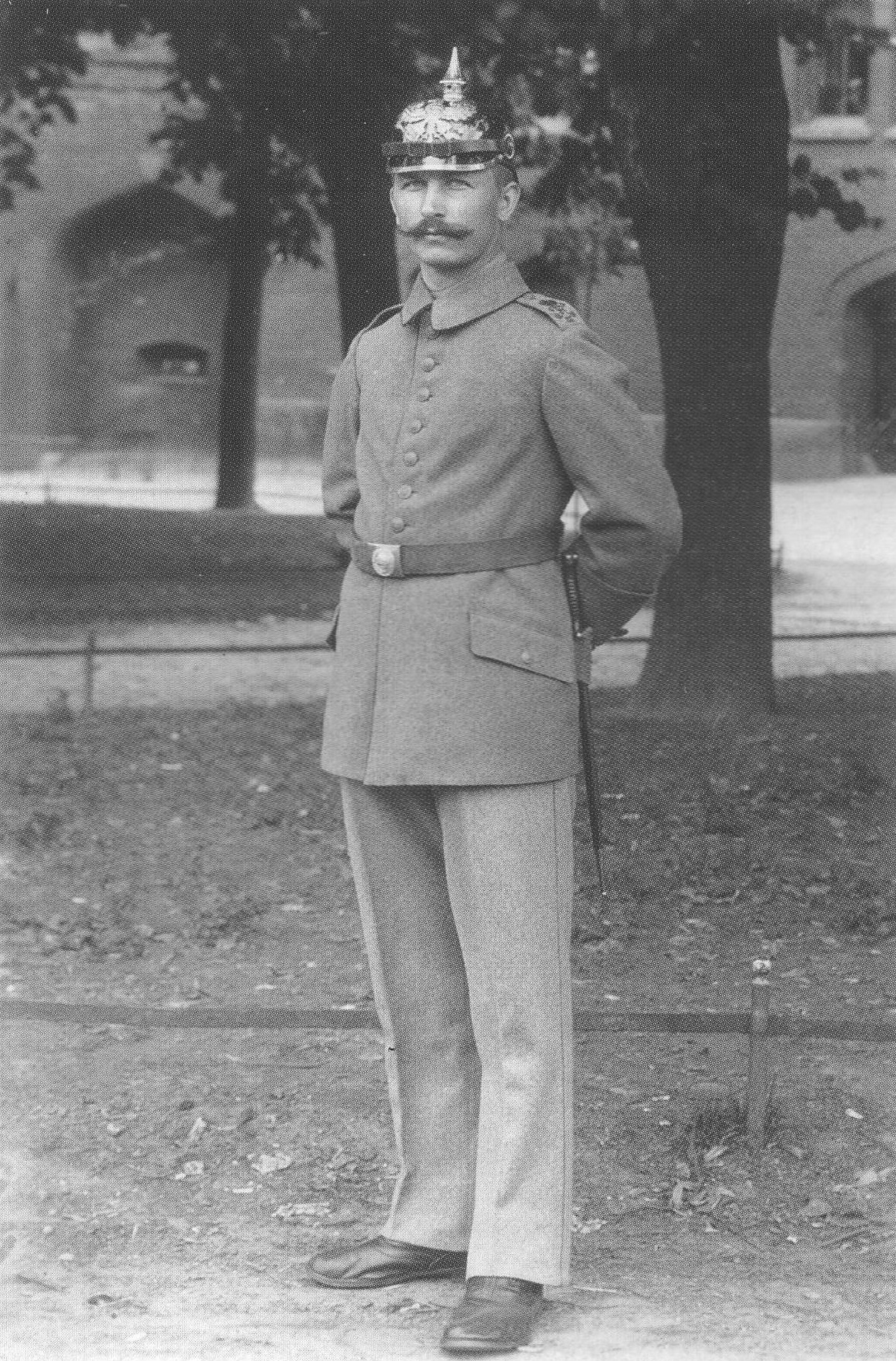
Bức ảnh trước chiến tranh trong chiếc áo khoác dài màu xám
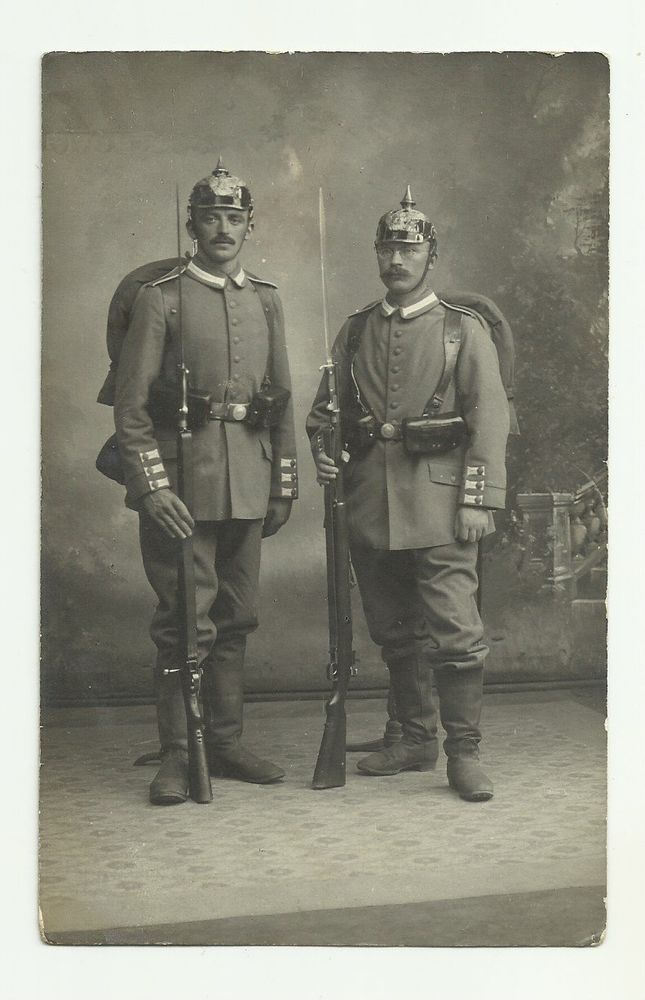
Quân dự bị trước cuộc hành quân năm 1914 trong quân phục dã chiến màu xám và đội nón Pickelhaube
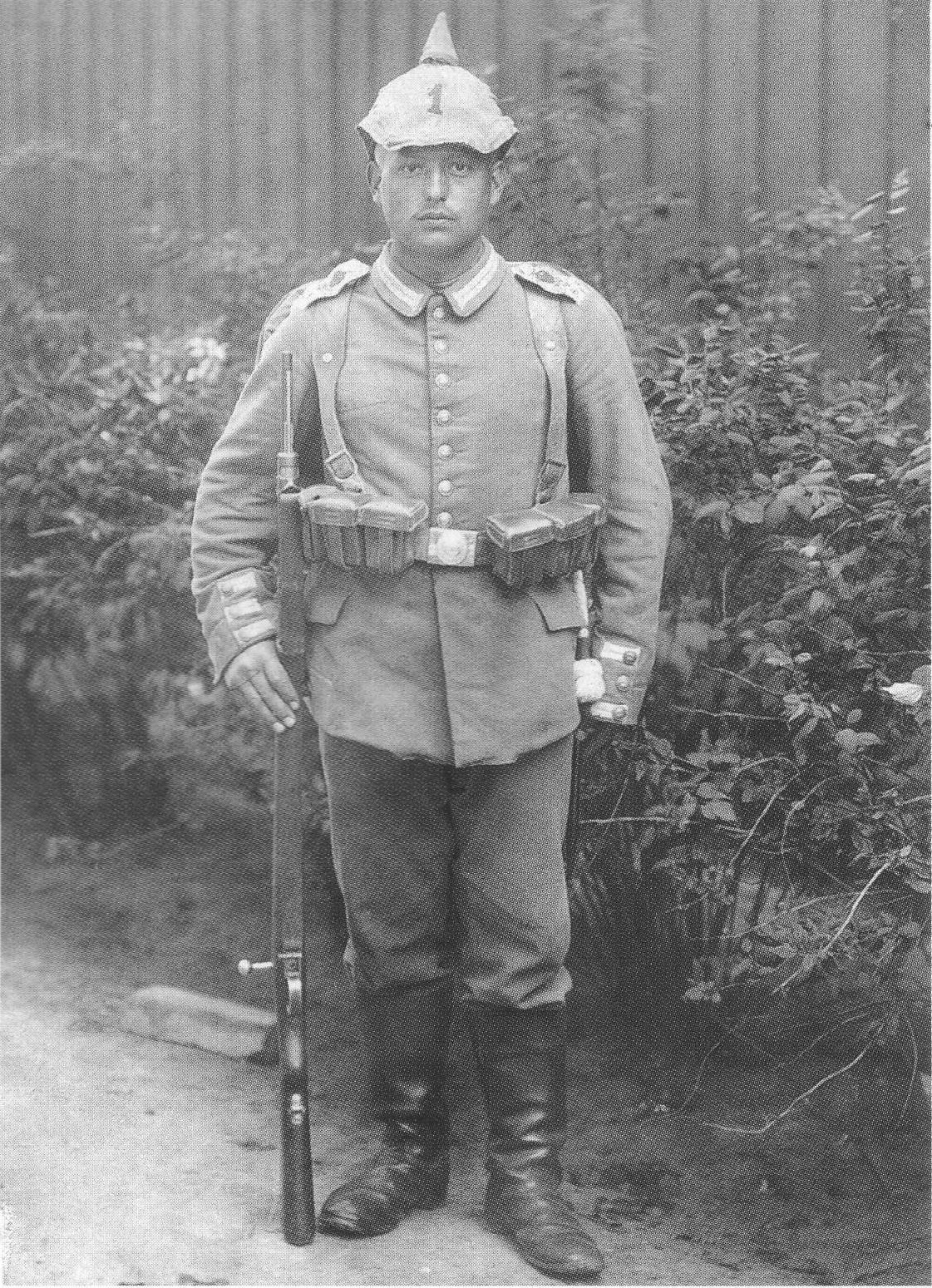
Lính ném lựu đạn của trung đoàn ở Mặt trận phía Đông với quân phục dã chiến màu xám có nón Pickelhaube, 1915
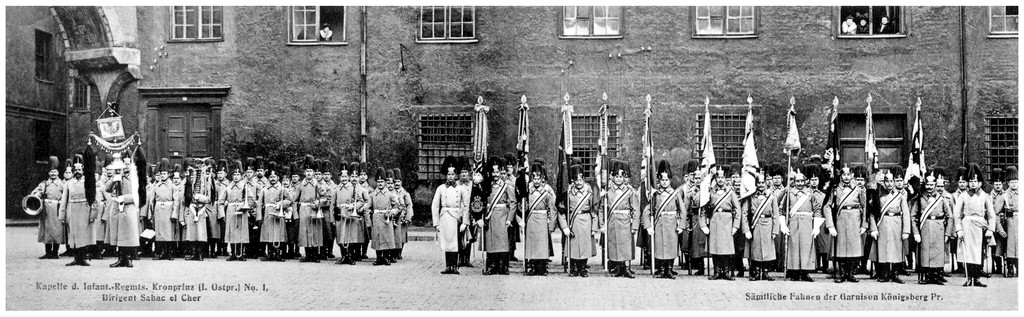
Đội hình diễu binh của trung đoàn với ban nhạc quân đội và nhạc trưởng Sabac al Cher